# Proteinska podjedinica
Proteinska podjedinica – u  strukturnoj biologiji – je molekula proteina koji se spaja sa ostalim molekulima proteina da bi formirao proteinski kompleks. Neki prirodni proteini imaju relativno mali broj podjedinica i opisuju se kao oligomerni (npr hemoglobin ili DNK-polimeraza). Ostali se mogu sastojati od vrlo velikog broja podjedinica pa su opisane kao multimerni ili polimerni (npr mikrotubulski i drugi citoskeletni proteini). 

## Opšte informacije
Podjedinice multimernog proteina mogu biti identične, homologne ili potpuno različite i namenjene različitim funkcijama.
U nekim proteinskim sistemima, jedna podjedinica može biti "katalitska podjedinica" koja enzimski katalizira reakciju, dok će "regulacijska podjedinica" olakšati ili inhibirati aktivnost. Iako telomeraza, kao katalitičku podjedinicu ima telomeraznu reverznu transkriptazu, regulaciju ostvaruju faktori izvan proteina. Enzim sastavljen od regulacijskih i katalitskih podjedinica, kada se sastavi, često se naziva holoenzim (npr, klasa I fosfoinozitid 3-kinaze sastoji se od katalitske podjedinice p110 i regulacijske podjedinice p85.  Jedna podjedinica je sačinjena od jednog polipeptidnog lanca. Lanac polipeptida ima jedan gen koji ga kodira – što znači da protein mora imati jedan gen za svaku jedinstvenu podjedinicu.
Podjedinica se često označava grčkim ili rimskim slovom, a brojevi ove vrste podjedinice u proteinu označavaju se indeksom. Naprimjer, ATP sintaza ima tip podjedinice koja se naziva α. Tri od njih su prisutne u molekuli ATP sintaze, pa su označeni kao α3. Mogu se odrediti i veće grupe podjedinica, poput α3β3 đ-heksamera i c-prstena.

## Podjedinične vakcine
Podjedinična vakcina predstavlja antigen imunom sistemu bez unošenja virusnih čestica, celih ili njihovih delova. Jedna metoda proizvodnje uključuje izolovanje specifičnog proteina iz virusa i samo njegovo davanje. Nedostatak ove tehnike je u tome što izolovani proteini mogu biti denaturisani i zato će se vezati za različita antitela, a ne za proteine na virusu. 
Drugi metod podjediničnih vakcina su rekombinantne vakcine , u kojima se gen za protein iz ciljnog virusa stavlja unutar drugog virusa, drugi virus će eksprimirati protein, ali neće predstavljati rizik za pacijenta. Ovo je vrsta vakcine koja se trenutno koristi kod hepatitisa i popularna je eksperimentalno, jer se koristi da se razviju nove vakcine za vakcinaciju teških virusa kao što su ebola i HIV.

## Literatura
- Gore, Dilip; Pandit, Reecha (2011). „In silico Identification of Cell Surface Antigens in Neisseria meningitidis”. Biomirror. 2: 1—5.

## Spoljašnje veze
Медији везани за чланак Proteinska podjedinica на Викимедијиној остави